# Exoprosopa efflatouni
Exoprosopa efflatouni är en tvåvingeart som beskrevs av Mario Bezzi 1925. Exoprosopa efflatouni ingår i släktet Exoprosopa och familjen svävflugor. Inga underarter finns listade i Catalogue of Life.